# Leptogenys exigua
Leptogenys exigua es una especie de hormiga del género Leptogenys, subfamilia Ponerinae.

## Taxonomía
Esta especie fue descrita científicamente por Crawley en 1921.